# Gary Erskine
Gary Erskine (Paisle, 23 de octubre de 1968) es un dibujante de cómics escocés.

## Carrera
Gary Erskine empezó a dibujar para fanzines mientras estudiaba bellas artes, y aspiraba a ser dibujante de cómics profesional. Tras enviar muestras de su trabajo a Marvel UK, se le asignaron las tareas artísticas de la serie Knights of Pendragon en 1988. El trabajo de Erskine llegó a ser popular, lo que provocó que Marvel UK le encargara el dibujo de la serie Warheads.
Erskine expandió entonces su trabajo a la revista 2000 AD, dibujando una historia para Judge Dredd escrita por Garth Ennis. Para 2000 AD, también escribió Flesh, escrita por Dan Abnett y Steve White, y para el título hermano de 2000 AD, la revista Crisis, ilustró The Real Robin Hood, escrita por Michael Cook, en 1991. En colaboración con el guionista John Tomlinson dibujó la novela gráfica Lords of Misrule para Tundra en 1993. El cómic se basaba en viejas leyendas británicas y mitos urbanos y fue bien recibida.
Erskine en esta época dibujaba números de relleno para varios títulos publicados por DC Comics. Sin embargo, Silencers, una miniserie escrita por Warren Ellis para Epic Comics fue suspendida indefinidamente debido al colapso de dicha línea editorial, publicada por Marvel.
Erskine pasó la mayoría de los años 90 trabajando como artista invitado en varios títulos, como Firearm, escrita por James Robinson (una historia en dos partes que transcurría en una versión cyberpunk de su ciudad natal, Glasgow), así como en diversos títulos de Star Wars, publicados por Dark Horse. También dibujó una miniserie basada en las películas de Terminator, para Malibu Comics.
En 2000, Silencers fue finalmente impresa por Image Comics bajo el título City of Silence, con aclamación crítica. El mismo año, Erskine entintó al dibujante Chris Weston en un número de War Story, escrita por Garth Ennis, y dibujó dos números de Hellblazer para Vertigo. También sustituyó a Frank Quitely para acabar la controvertida etapa de Mark Millar en la serie The Authority.
En 2002, volvió a entintar a Chris Weston en las páginas de El asco, de Grant Morrison. Dibujó una miniserie de la Sociedad de la Justicia de América en 2004, así como otro número de War Story.
En 2005, Erskine trabajó en Jack Cross, una serie regular escrita por Warren Ellis para DC Comics, que desgraciadamente fue cancelada tras el primer arco argumental, de cuatro números. Aunque se rumoreó sobre la existencia de ocho números adicionales ya acabados y la existencia de argumentos para 12 números más, los guiones estaban incompletos (requiriendo diálogos adicionales) y el cómic se canceló tras el cuarto número. Más tarde, Ellis comentó en su cuenta de MySpace que no habría "Más Jack Cross para DC". Durante el resto del año, Erskine pintó las portadas digitales de X-Wing : Rogue Leader, una miniserie de Star Wars publicada por Dark Horse.
En 2006, Erskine empezó a entintar la serie de la línea Vertigo Army@Love, escrita y dibujada por el veterano Rick Veitch, con una buena aceptación crítica. La historia se centra en un grupo diverso de personajes y los problemas con sus relaciones y la locura del patrocinio económico de una guerra en Oriente Medio. 
En noviembre de 2007, Erskine empezó a dibujar una serie de Dan Dare, escrita por Garth Ennis y publicada por Virgin Comics. Esta miniserie de siete números reintrodujo al clásico héroe británico, previamente publicado en 2000 AD y Eagle (en varias interpretaciones) desde los años 50.
Erskine ha contribuido con diseños de personajes y storyboards para series de televisión, anuncios y videojuegos, trabajando con varias compañías durante casi dos décadas. También ha trabajado para diseños de personajes de DreamWorks, como Shrek y Madagascar, así como para Sony, y en ocasiones hace trabajos freelance para el galardonado estudio, con sede en Glasgow, Axis Animation.